# Jagdstaffel 47
La Jagdstaffel 47 (in tedesco: Königlich Wuerttembergische Jagdstaffel Nr 47, abbreviato in Jasta 47) era una squadriglia (staffel) da caccia della componente aerea del Deutsches Heer, l'esercito dell'Impero tedesco, durante la prima guerra mondiale (1914-1918).

## Storia
La Jagdstaffel 47 venne fondata il 16 dicembre 1917 presso il Fliegerersatz-Abteilung  (FEA) 10 a Böblingen e inviata presso l'aerodromo di Harlebeke il 24 dicembre a sostegno della 4ª Armata. Il 29 dicembre la squadriglia venne accorpata nel Jagdgruppe 4 e cominciò le prime uscite per azioni di combattimento il 6 marzo 1918, ottenendo la prima vittoria aerea l'11 marzo. Il 29 marzo l'unità venne assegnata a supporto della 6ª Armata e trasferita di conseguenza al Jagdgruppe 3. Tornata sotto il controllo della 4ª Armata il 5 maggio 1918, il 6 giugno entrò a far parte del Jagdgruppe 9 e il 9 luglio venne posta a sostegno della 3ª Armata.
A partire dal 16 luglio 1918 non sono presenti dati relativi alle vittorie aeree e dal 24 settembre neanche quelli relative alle perdite subite anche se la Jagdstaffel 47 prestò servizio fino al termine della prima guerra mondiale.
Il Leutnant Walter Kypke fu l'unico Staffelführer (comandante) della Jagdstaffel 47.
Alla fine della prima guerra mondiale, per i dati presenti, alla Jagdstaffel 47 vennero accreditate 14 vittorie aeree. Di contro, la Jasta 47 perse 3 piloti, uno fu fatto prigioniero di guerra, un pilota morì in incidente di volo e 3 furono feriti in azione.

## Lista dei comandanti della Jagdstaffel 47
Di seguito vengono riportati i nomi dei piloti che si succedettero al comando della Jagdstaffel 47.
| Grado    | Nome         | Periodo                             |
| -------- | ------------ | ----------------------------------- |
| Leutnant | Walter Kypke | 16 dicembre 1917 - 11 novembre 1918 |

## Lista delle basi utilizzate dalla Jagdstaffel 47
1. Harelbeke, 24 dicembre 1917
2. Beveren, 9 marzo 1918
3. Faches-Thumesnil, 29 marzo 1918
4. Lomme, 5 maggio 1918
5. Faches-Thumesnil, 30 maggio 1918
6. Ennemain, 6 giugno 1918
7. Sainte-Marie-à-Py, 9 luglio 1918
8. Chemery
9. Medard